# Ed Stoppard
Edmund „Ed” Stoppard (ur. 16 września 1974 w Londynie) – brytyjski aktor.

## Życiorys

### Wczesne lata
Urodził się w Westminster w dzielnicy środkowego Londynu jako syn Toma Stopparda, dramaturga i scenarzysty czeskiego pochodzenia, zdobywcy Oskara za najlepszy scenariusz oraz Nagrody Tony dla najlepszego dramaturga, z drugiego małżeństwa z lekarką, pisarką i prezenterką telewizyjną Miriam Stoppard, OBE (z domu Stern, a następnie Miriam Moore-Robinson). Jego rodzice pochodzili z rodzin żydowskich. Wychowywał się z bratem Billem.
Uczył się w Caldicott School, Stowe School i Royal Military Academy Sandhurst. Studiował na wydziale języka francuskiego na Uniwersytecie Edynburskim, a następnie w London Academy of Music and Dramatic Art.

### Kariera
Sławę przyniosła mu rola Henryka Szpilmana w filmie Pianista (2002) Romana Polańskiego, za którą otrzymał nagrodę Orła za najlepszą drugoplanową rolę męską. Wstąpił w roli Thomasa w dramacie wojennym Joy Division (2006) i jako porucznik Addis w Niania i wielkie bum (Nanny McPhee And The Big Bang, 2010). W 2007 roku zagrał tytułową rolę w dramacie dokumentalnym BBC Czajkowski: Fortuna i tragedia. W 2010 roku została obsadzony w roli Sir Hallama Hollanda w sequelu BBC Schodami w górę, schodami w dół (Upstairs Downstairs Bears).
Grał Konstantina w sztuce Czechowa Mewa w Chichester Festival Theatre (2003), rolę tytułową Hamleta na scenie English Touring Theatre's (2005), Kupiec wenecki, Toma Wingfielda w Szklana menażeria na West End w Apollo Theatre (2007) i brytyjskiego premiera w Wit Margaret Edson.

## Filmografia

### Filmy fabularne
- 2002: Pianista jako Henryk Szpilman
- 2003: Letni zawrót głowy (Embrassez qui vous voudrez) jako Rick
- 2007: Ulotne fragmenty (Fugitive Pieces) jako Ben - dorosły
- 2008: Powrót do Brideshead (Brideshead Revisited) jako Bridey Flyte
- 2010: Niania i wielkie bum (Nanny McPhee And The Big Bang) jako porucznik Addis

### Seriale TV
- 2000: Łowcy skarbów (Relic Hunter) jako Laurent Halezan
- 2001: Królowa miecza (Queen of Swords) jako Ambasador Ramirez
- 2006: Starożytny Rzym: wzlot i upadek imperium (Ancient Rome: The Rise and Fall of an Empire) jako Josephus
- 2007: Agatha Christie: Panna Marple (Marple) jako Ladislaus Malinowski
- 2007: Sprawy inspektora Lynleya (The Inspector Lynley Mysteries) jako Conrad McCaffrey
- 2010–2012: Schodami w górę, schodami w dół (Upstairs Downstairs) jako sir Hallam Holland
- 2011: Zen jako Vincenzo Fabri
- 2013: Milczący świadek (Silent Witness) jako James Embleton
- 2013: The Politician’s Husband jako Bruce Babbish
- 2017: Templariusze jako król Filip IV

### Gry komputerowe
- 1997: GoldenEye 007 jako Dimitri Mishkin (głos)
- 2013: Assassin’s Creed IV: Black Flag jako Benjamin Hornigold (głos)